# Epicasta ocellata
Epicasta ocellata är en skalbaggsart som beskrevs av Thomson 1864. Epicasta ocellata ingår i släktet Epicasta och familjen långhorningar. Inga underarter finns listade i Catalogue of Life.